# Український науковий інститут Гарвардського університету
Український науковий інститут Гарвардського університету (УНІГУ, англ. Ukrainian Research Institute, Harvard University також Harvard Ukrainian Research Institute — HURI) — дослідницький інститут у Гарварді, який займається українськими студіями (історією, мовою, літературою).

## Історія
Створений у 1973 році в Кембриджі (Массачусетс, США) в рамках проєкту української громади США, яка прагнула створити потужний український науковий осередок.
22 січня 1968 року була започаткована перша в США катедра з українознавчих студій, а саме історії України. За 5 років розпочали діяльність дві інші катедри: української мови та літератури, того ж року був відкритий Український науковий інститут.
Вперше ідея створення української дослідницької установи була висловлена Степаном Хемичом на Третьому конгресі Союзу Українських Студентських Товариств Америки (СУСТА). Він виступив з пропозицією створення катедри українознавства в якомусь з американських університетів. Було створено Фонд катедр україністики, який повинен був займатися збиранням коштів для втілення такої ідеї. Степана Хемича було обрано керівником цього фонду.
1970 року започатковано щотижневий семінар з українських студій.
1971 року вперше проведена Гарвардська літня школа українознавства, яка діє до сьогодні.
Першим дисертантом інституту став Орест Субтельний з працею «Неохочі союзники: Пилип Орлик та його стосунки з Кримським ханством і Оттоманською імперією. 1708—1742».
1977 року розпочалося видавництво журналу-квартальника «Harvard Ukrainian Studies» (редакторка — Галина Гринь). Також УНІГУ видає монографії. Зокрема існувала серія видання монографій «Harvard Series in Ukrainian Studies».
Бібліотека Гарварду має найбагатшу в західному світі університетську збірку україністики. Є частиною потужного слов'янського відділу книгозбірні Гарварду.
Директорами працювали Омелян Пріцак (заступник директора Ігор Шевченко), Григорій Грабович, Роман Шпорлюк, Майкл Флаєр. Теперішній директор (з 2013 р.) — професор Сергій Плохій.
Від 1981 при УНІГУ діє Археографічна комісія з завданням видавати пам'ятки історії України різними мовами, включно з орієнтальними. Щороку відбуваються літні курси з української мови, літератури, історії і політології для приїжджих студентів і надаються стипендії імени Євгена Шкляра кільком українознавцям з різних країн, щоб вони могли зайнятися науковими дослідженнями в бібліотеках Гарвардського університету.
У 2020 р. Український науковий інститут Гарвардського університету запустив новий вебсайт.